# Демографија Крагујевца
| Година | број рођених | број умрлих | умрла одојчад | природни прираштај | број становника |
| ------ | ------------ | ----------- | ------------- | ------------------ | --------------- |
| 1961.  | 1.533        | 805         | 50            | 728                | 105.000         |
| 1962.  | 1.539        | 909         | 81            | 630                | 105.411         |
| 1963.  | 1.610        | 818         | 68            | 792                | 105.921         |
| 1964.  | 1.535        | 976         | 67            | 559                | 107.343         |
| 1965.  | 1.659        | 830         | 70            | 829                | 107.717         |
| 1966.  | 1.560        | 882         | 47            | 678                | 108.333         |
| 1967.  | 1.716        | 1.068       | 67            | 648                | 109.299         |
| 1968.  | 1.639        | 1.006       | 66            | 633                | 110.000         |
| 1969.  | 1.810        | 1.129       | 75            | 681                | 110.366         |
| 1970.  | 1.877        | 1.142       | 69            | 735                | 127.687         |
| 1971.  | 2.108        | 1.111       | 63            | 997                | 130.932         |
| 1972.  | 2.049        | 1.160       | 52            | 889                | 133.052         |
| 1973.  | 2.255        | 1.175       | 70            | 1.080              | 135.030         |
| 1974.  | 2.402        | 1.053       | 69            | 1.349              | 138.844         |
| 1975.  | 2.648        | 1.219       | 72            | 1.429              | 140.106         |
| 1976.  | 2.565        | 1.261       | 62            | 1.304              | 140.934         |
| 1977.  | 2.619        | 1.213       | 48            | 1.406              | 141.568         |
| 1978.  | 2.640        | 1.287       | 50            | 1.353              | 141.935         |
| 1979.  | 2.783        | 1.258       | 56            | 1.525              | 142.718         |
| 1980.  | 2.865        | 1.293       | 53            | 1.572              | 162.784         |
| 1981.  | 2.482        | 1.396       | 48            | 1.086              | 166.577         |
| 1982.  | 2.779        | 1.403       | 60            | 1.376              | 167.410         |
| 1983.  | 2.844        | 1.562       | 50            | 1.282              | 169.286         |
| 1984.  | 2.785        | 1.482       | 38            | 1.303              | 170.859         |
| 1985.  | 2.471        | 1.576       | 38            | 895                | 172.779         |
| 1986.  | 2.460        | 1.598       | 42            | 862                | 173.239         |
| 1987.  | 2.283        | 1.566       | 30            | 717                | 174.275         |
| 1988.  | 2.536        | 1.600       | 51            | 936                | 174.897         |
| 1989.  | 2.455        | 1.651       | 48            | 804                | 176.619         |
| 1990.  | 2.271        | 1.694       | 36            | 577                | 177.422         |
| 1991.  | 2.276        | 1.739       | 29            | 537                | 180.635         |
| 1992.  | 2.042        | 1.745       | 43            | 297                | 180.708         |
| 1993.  | 2.013        | 1.828       | 52            | 185                | 181.351         |
| 1994.  | 1.920        | 1.745       | 47            | 175                | 181.132         |
| 1995.  | 1.841        | 1.755       | 38            | 86                 | 182.277         |
| 1996.  | 1.823        | 1.836       | 34            | -13                | 182.300         |
| 1997.  | 1.733        | 1.850       | 35            | -117               | 182.421         |
| 1998.  | 1.655        | 1.883       | 21            | -228               | 181.868         |
| 1999.  | 1.699        | 2.002       | 14            | -303               | 180.745         |
| 2000.  | 1.752        | 2.023       | 33            | -271               | 180.619         |
| 2001.  | 1.782        | 1.914       | 21            | -132               | 181.837         |
| 2002.  | 1.863        | 2.093       | 22            | -230               | 175.802         |
| 2003.  | 1.848        | 2.052       | 26            | -204               | 175.598         |
| 2004.  | 1.950        | 1.915       | 16            | 35                 | 175.209         |
| 2005.  | 1.794        | 2.316       | 18            | -522               | 175.198         |
| 2006.  | 1.757        | 2.226       | 24            | -469               | 174.920         |
| 2007.  | 1.755        | 2.196       | 20            | -441               | 174.626         |
| 2008.  | 1.647        | 2.164       | 15            | -517               | 174.386         |
| 2009.  | 1.726        | 2.250       | 25            | -524               | 174.318         |
| 2010.  | 1.682        | 2.201       | 12            | -519               | 174.229         |
| 2011.  | 1.777        | 2.232       | 7             | -455               | 174.100         |
| 2012.  | 1.637        | 2.229       | 9             | -592               | 179.274         |
| 2013.  | 1.692        | 2.178       | 9             | -486               | 178.063         |
| 2014.  | 1.723        | 2.076       | 9             | -353               | 178.135         |
| 2015.  | 1.702        | 1.978       | 9             | -276               | 178.263         |

Први званични подаци о становништву Крагујевца су из пописа становништва из 1834. године када је Крагујевац имао 2.235 становника, по попису 1844. године 2.376 становника, али без урачунатог турског и јеврејског становништва, 1859. године 3.964 становника је било у Крагујевцу, 1863. године број становника је био 4.879, 1866. године 6.386 становника је било у граду, а на попису становништва 1874. је је било 6.663 становника. Попис 1884. бележи у самом Крагујевцу 9.083 становника. Према пописима 1890, 1895, 1900. и 1905. године у Крагујевцу је било 12.915, 14.160, 15.530 и 15. 832 становника респективно. Међутим, тек пописи становништва после 1945. године пружају детаљнију статистичку основу о популацији самог насеља Крагујевац, као и осталих насеља из истоимене општине. Како се административна подела често мењала у Србији (области, срезови, градови, окрузи) подаци су сведени за подручје данашње територије Града Крагујевца које се састоји од 5 градских општина. 
- попис становништва 1910. године у Краљевини Србији:

Насеље Крагујевац има 16.690 становника, док је број присутног становништва у моменту пописа био 18.376. Крагујевац је тадашњом територијалном организацијом био дефинисан као Крагујевачка општина, док су околна села била у саставу Гружанског, Јасеничког, Крагујевачког, Лепеничког и Левачког среза.
- пописи становништва 1921. и 1931. године:

Насеље Крагујевац је имало 15.643 становника према попису становништва 1921. године и 27.208 становника према попису становништва 1931. године у Краљевини Југославији.
- попис становништва 1948. године:

Тада је подручје Града Крагујевца имало 85.468 становника, а само насеље Крагујевац је имало 31.412 становника. После насеља Крагујевац највећа наесља су била Велике Пчелице са 2.145 становника и Чумић са 2.661 становника.
- попис становништва 1953. године:

Град Крагујевац је имао 93.465 становника, а сам Крагујевац 40.612
- попис становништва 1961. године:

Град Крагујевац је имао 105.701 становника, а насеље Крагујевац 52.792. Тада почиње и раст броја становника приградских насеља: Белошевац 2.172, и Станово 1.595.
- попис становништва 1971. године:

Подручје тадашње општине има 130.551 становника, а насеље Крагујевац 71.049 становника, интензивира се раст приградских насеља: Белошевац 4.064, Станово 5.635 и Теферич 2.166 (ова насеља су добила по тадашњем закону статус градских насеља) али расту и друга насеља: Илићево 1.443, Грошница 2.756 и Мале Пчелице 2.274.
- попис становништва 1981. године:

Тада је општина имала 164.823 становника а насеље Крагујевац 87.764 становника, врло је велик број становника и у већини оближњих насеља: Станово 9.435, Белошевац 6.957, Мале Пчелице 5.006, Теферич 4.434, Корићани 3.013 итд.
- попис становништва 1991. године:

Овај попис је унео систематизацију насеља јер су насеља: Станово, Мале Пчелице, Корићани, Илићево, Белошевац, Ждраљица, Теферич и Петровац укинута и припојена насељу Крагујевац, исто се догодило и са урбаним деловима насеља: Грошница, Ердеч, Маршић, Опорница и Поскурице. Тако да је град увећан на 144.608 становника, а подручје целе општине је имало 176.354 становника.
- попис становништва 2002. године:

Приметна је стагнација броја становника и подручја Града Крагујевца (175.802) и насеља Крагујевац (146.373). Ово се односи на стално становништво, међутим, са урачунатим становништвом које живи у иностранству број становника је 180.872 и 146.510 респективно. У ове резултате урачунат је број избеглица из Босне и Херцеговине и Хрватске којих је било 2.257, али није урачунат број ИРЛ са Косова и Метохије чији је број у Крагујевцу велики и износи 13.324. Тако да је реални број становника много већи.
- број становника 2006. године по званичним подацима регистра становништва:

Број становника 2006. године износи за подручје Града Крагујевца 192.176 становника и то по општинама: Стари Град 62.794 становника, Пивара 49.154, Станово 39.252, Аеродром са 36.217 и Страгари са 4.759 становника. Број становника у насељу Крагујевац је нешто већи од 160.000 становника.

## Демографија
У насељу Крагујевац живи 117317 пунолетних становника, а просечна старост становништва износи 38.3 година (37.4 код мушкараца и 39.1 код жена). У насељу има 49969 домаћинстава, а просечан број чланова по домаћинству је 2.90. Поред националности наведених у табели у Крагујевцу живи по резултатима пописа 2002. године: 42 Ашкалије, 12 Грка, 8 Египћана, 5 Цинцара, 2 Јевреја и 2 Турчина.
Ово насеље је у великим делом насељено Србима (према попису из 2002. године).
|  |

| Демографија | Демографија | Демографија |
| Година      | Становника  | Становника  |
| ----------- | ----------- | ----------- |
| 1948.       | 39.324      |             |
| 1953.       | 48.702      |             |
| 1961.       | 63.347      |             |
| 1971.       | 92.985      |             |
| 1981.       | 129.017     |             |
| 1991.       | 147.305     | 144.876     |
| 2002.       | 146.373     | 150.339     |

| Етнички састав према попису из 2002.‍ | Етнички састав према попису из 2002.‍ | Етнички састав према попису из 2002.‍ | Етнички састав према попису из 2002.‍ | Етнички састав према попису из 2002.‍ |
| ------------------------------------ | ------------------------------------ | ------------------------------------ | ------------------------------------ | ------------------------------------ |
|                                      |                                      |                                      |                                      |                                      |
| Срби                                 | Срби                                 |                                      | 139.990                              | 95,63%                               |
| Роми                                 | Роми                                 |                                      | 1.102                                | 0,75%                                |
| Црногорци                            | Црногорци                            |                                      | 1.038                                | 0,70%                                |
| Југословени                          | Југословени                          |                                      | 382                                  | 0,26%                                |
| Македонци                            | Македонци                            |                                      | 311                                  | 0,21%                                |
| Хрвати                               | Хрвати                               |                                      | 194                                  | 0,13%                                |
| Муслимани                            | Муслимани                            |                                      | 149                                  | 0,10%                                |
| Горанци                              | Горанци                              |                                      | 99                                   | 0,06%                                |
| Словенци                             | Словенци                             |                                      | 59                                   | 0,04%                                |
| Мађари                               | Мађари                               |                                      | 44                                   | 0,03%                                |
| Бугари                               | Бугари                               |                                      | 44                                   | 0,03%                                |
| Албанци                              | Албанци                              |                                      | 30                                   | 0,02%                                |
| Украјинци                            | Украјинци                            |                                      | 22                                   | 0,01%                                |
| Бошњаци                              | Бошњаци                              |                                      | 19                                   | 0,01%                                |
| Румуни                               | Румуни                               |                                      | 17                                   | 0,01%                                |
| Руси                                 | Руси                                 |                                      | 15                                   | 0,01%                                |
| Словаци                              | Словаци                              |                                      | 13                                   | 0,00%                                |
| Чеси                                 | Чеси                                 |                                      | 6                                    | 0,00%                                |
| Немци                                | Немци                                |                                      | 6                                    | 0,00%                                |
| Власи                                | Власи                                |                                      | 6                                    | 0,00%                                |
| Русини                               | Русини                               |                                      | 5                                    | 0,00%                                |
| Буњевци                              | Буњевци                              |                                      | 3                                    | 0,00%                                |
| непознато                            | непознато                            |                                      | 1.946                                | 1,32%                                |

| Година пописа     | 1948.  | 1953.  | 1961.  | 1971.  | 1981.  | 1991.  | 2002.  |
| ----------------- | ------ | ------ | ------ | ------ | ------ | ------ | ------ |
| Број домаћинстава | 12.798 | 15.567 | 21.173 | 31.104 | 41.712 | 45.666 | 49.969 |

| Број чланова      | 1     | 2      | 3      | 4      | 5     | 6     | 7   | 8  | 9  | 10 и више | Просек |
| ----------------- | ----- | ------ | ------ | ------ | ----- | ----- | --- | -- | -- | --------- | ------ |
| Број домаћинстава | 9.366 | 11.578 | 10.862 | 13.198 | 3.279 | 1.269 | 292 | 67 | 37 | 21        | 2,90   |

| Пол    | Укупно  | Неожењен/Неудата | Ожењен/Удата | Удовац/Удовица | Разведен/Разведена | Непознато |
| ------ | ------- | ---------------- | ------------ | -------------- | ------------------ | --------- |
| Мушки  | 59.379  | 18.314           | 36.686       | 2.018          | 1.872              | 489       |
| Женски | 64.167  | 14.853           | 37.244       | 7.852          | 3.790              | 428       |
| УКУПНО | 123.546 | 33.167           | 73.930       | 9.870          | 5.662              | 917       |

| Пол    | Укупно                    | Пољопривреда, лов и шумарство | Рибарство                            | Вађење руде и камена | Прерађивачка индустрија       |
| ------ | ------------------------- | ----------------------------- | ------------------------------------ | -------------------- | ----------------------------- |
| Мушки  | 27.838                    | 364                           | 1                                    | 14                   | 10.396                        |
| Женски | 23.012                    | 210                           | 1                                    | 5                    | 6.303                         |
| УКУПНО | 50.850                    | 574                           | 2                                    | 19                   | 16.699                        |
| Пол    | Производња и снабдевање   | Грађевинарство                | Трговина                             | Хотели и ресторани   | Саобраћај, складиштење и везе |
| Мушки  | 863                       | 1.265                         | 3.252                                | 501                  | 1.541                         |
| Женски | 335                       | 230                           | 3.632                                | 625                  | 572                           |
| УКУПНО | 1.198                     | 1.495                         | 6.884                                | 1.126                | 2.113                         |
| Пол    | Финансијско посредовање   | Некретнине                    | Државна управа и одбрана             | Образовање           | Здравствени и социјални рад   |
| Мушки  | 203                       | 1.101                         | 2.048                                | 2.926                | 995                           |
| Женски | 514                       | 942                           | 1.129                                | 3.572                | 3.318                         |
| УКУПНО | 717                       | 2.043                         | 3.177                                | 6.498                | 4.313                         |
| Пол    | Остале услужне активности | Приватна домаћинства          | Екстериторијалне организације и тела | Непознато            | Непознато                     |
| Мушки  | 693                       | 4                             | 3                                    | 1.668                | 1.668                         |
| Женски | 532                       | 11                            | 1                                    | 1.080                | 1.080                         |
| УКУПНО | 1.225                     | 15                            | 4                                    | 2.748                | 2.748                         |